# Публий Корнелий Сципион Барбат
Вижте пояснителната страница за други личности с името Публий Корнелий Сципион.
Публий Корнелий Сципион Барбат (на латински: Publius Cornelius Scipio Barbatus) e политик на Римската република. През 328 пр.н.е. той e консул с Гай Плавций Дециан.
Баща е на Луций Корнелий Сципион Барбат (консул 298 пр.н.е.).